# Franjumerburen
Franjumerburen of Franjemerburen (Fries: Franjumerbourren, soms kortweg Franjum) is een voormalige buurtschap in de gemeente Waadhoeke, in de Nederlandse provincie Friesland. De plaats lag tussen Engelum en Marssum op het grondgebied van Marssum.

## Geschiedenis
De plaats werd onder andere vermeld Franghum in 1471,  als Franjum in 1664, als  Franje Buiren rond 1700, als Franjumburen en Franjeburen in de 19e eeuw. De plaatsnaam zou verwijzen naar de woonplaats (heem/um) van de vertegenwoordiger of voogd - een frana - van het Bisdom van Utrecht, vergelijkbaar met Franeker.
In de buurtschap heeft in ieder geval in de 13e eeuw een Benedictijner klooster gestaan, klooster Franjum, Poppenhuysen, of Nigrum Claustrum. Het klooster was mogelijk een dubbelklooster en werd voor 1270 opgeheven wegens armoede en ingelijfd bij het premonstratenzerklooster in Lidlum. De kloosterlingen zouden verdeeld worden over de kloosters in Lidlum en Baijum. Het terrein met een kapel werd eigendom van het klooster van Lidlum. De kapel werd in 1420 afgebroken tijdens de partijtwisten tussen de Schieringers en Vetkopers.
Later werd op die plaats de Uniastate of Uniastins gebouwd, ook wel Vrederust of Gachet. De Uniastate was een stins, een versteend huis met een verdedigingsfunctie. De stins werd in 1511 voor het eerst genoemd. De state heeft diverse eigenaars van verschillende families gekend. In december 1868 werd er een veiling voor de sloopaanbesteding aangekondigd in de Leeuwarder Courant. De naam Uniastate werd daarna overgenomen door een boerderij die er voor in de plaats kwam.
Franjumburen lag aan een doodlopende weg. Anno 2024 loopt er een pad van Marssum naar Engelum via de voormalige buurtschap. De buurtschap Franjumerburen werd tot het begin van de jaren 70 van de twintigste eeuw aangegeven op de kadasterkaarten.
Steden, dorpen en gehuchten: Achlum · Baijum · Beetgum · Beetgumermolen · Berlikum · Blessum · Boer · Boksum · Deinum · Dongjum · Dronrijp · Engelum · Firdgum · Franeker · Herbaijum · Hitzum · Klooster-Lidlum · Marssum · Menaldum · Minnertsga · Nij Altoenae · Oosterbierum · Oudebildtzijl · Peins · Pietersbierum · Ried · Ritsumazijl · Schalsum · Schingen · Sexbierum · Sint Annaparochie · Sint Jacobiparochie · Slappeterp · Spannum · Tzum · Tzummarum · Vrouwenparochie · Welsrijp · Westhoek · Wier · Winsum · Zweins

Buurtschappen: Arkens · Bonkwerd · Dijkshoek · Doijum · Fatum · Hatsum · Het Hooghout · Kie · Kiesterzijl · Kingmatille · Klooster Anjum · Koehool · Laakwerd · Lutjelollum · Miedum · Nieuwebildtzijl · Oosterend · Oosthoek · Rewerd (deels) · Roptazijl (deels) · Salverd · Schildum · Sopsum · Stad Niks · Tolsum · Tritzum · Tjeppenboer · Vrouwbuurtstermolen (deels) ·  Weakens · Westerend · Zwarte Haan

Voormalige buurtschappen:Barrum · De Kampen · De Poelen · De Vlaren · Dijksterhuizen · Franjumerburen · Holprijp · Koum · Langwerd · Teetlum · Memerd · War 

Friesland: Steden en dorpen      Nederland: Provincies · Gemeenten